# Ревелиоти, Аристид Феодосьевич
Аристид Феодосьевич Ревелиоти греч. Ρεβελιώτης (1816 — 1881) — русский офицер, дворянин греческого происхождения, сын Феодосия Ревелиоти. Таврический губернский предводитель дворянства. Крупный крымский землевладелец.

## Биография
Происходил из греческих дворян Аркадии перешедших на русскую службу. У его отца генерала Феодосия (Теодосиса) Дмитриевича Ревелиоти (Ревелиотиса) и его жены Марии Павловны, урождённой Клендо (1778 – 10.08.1836), происходившей из семьи «греческих дворян» города Мистра́с (греч. Μιστρᾶς), было шестеро детей: дочери Елена (род. в 1803 году) и Аспасия (род. в 1810 году), и сыновья Пётр (1813 – 13.03.1849), Павел (род в 1815 году), Аристид (1816–1881), и Ксенофонт (? – 01.08.1880).
Поступил на военную службу, в отставку вышел в чине ротмистра. От отца унаследовал земли в долине Качи при деревнях Эвель-Шейх и Кучук-Яшлав близ Бахчисарая. Имение Эвель-Шейх было площадью в 2.209 десятин, Кучук-Яшлав (ныне Викторовка Бахчисарайского района) площадью в 1.897 десятин.
В 1830 году Феодосий Ревелиоти купил на Южном берегу Крыма 15958 десятин земли. На мысе Святой Троицы, с окрестностями, располагалось одно из имений генерала с аналогичным названием. Имение унаследовали сыновья и вскоре хозяйство пришло в упадок. В итоге Аристид и его наследники в 1880—1890-х годах распродали имение по частям, большая прибрежная часть была куплена горнопромышленником А. К. Алчевским.
В ходе Крымской войны уже будучи в отставке вместе с братьями жертвовал на нужды армии, предоставлял поместья и городские дома для постоя. В конце 1850 - начале 1860 годов - предводитель дворянства Симферопольского уезда. После Крымской войны в результате мухаджирства губерния значительно обезлюдела. Подавал генерал-адъютанту князю В. И. Васильчикову записку с соображениями по скорейшему заселению Крыма.
28 октября 1875 года был избран Таврическим губернским предводителем дворянства и находился в должности до 12 июля 1880 года. В конце жизни был признан неплатёжеспособным, что подкосило его и он умер в 1881 году.

## Семья
- первая жена — Эмилия Ивановна (1820—1846). Младшая дочь генерал-лейтенанта И. X. Сиверса. В 1842 году вышла замуж за ротмистра Аристида Федоровича Ревелиоти[5].
- У них родилась единственная дочь Мария[5].
- вторая жена — Надежда Александровна.

дети от второго брака:
- Марфа, в замужестве Рудзевич, жена Николая Николаевича Рудзевича, сына Н. А. Рудзевича;
- Ольга;
- Александр (1857—1916)
- Елисавета, в замужестве Меранвиль-де-сент-Клер;
- Наталия
- Елена.